# 進步教師同盟

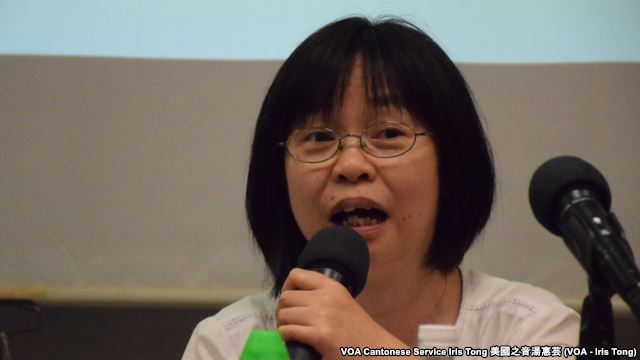
進步教師同盟召集人施安娜

進步教師同盟（英語：Progressive Teachers' Alliance），簡稱進師盟，是香港的一個教師組織，成立於2014年，於2021年7月4日宣布解散。進師盟的成員曾參選2014年香港教育專業人員協會 （教協）監事會的換屆選舉，並於19席中取得6席，被外間視為教協的改革派。但教協會內有意見指出，進師盟的成員是教協內的激進派，破壞教協團結。
除了參選教協監事會外，進師盟的成員也曾與「教育工作關注組」合辦「學校如何應對佔中爭議？」座談會，向家長講解關於當和平佔中發生時，學生、教師、家長應如何應對，被視為和平佔中運動的支持組織之一。
2021年7月4日，進步教師同盟在其Facebook專頁宣佈即日起停止運作，召集人施安娜亦疑因害怕被追究刑責罪成的話，會影響其公積金故提早退休，於2021年9月1日起不再任教。進師盟專頁亦將會下架。

## 對教育事務的立場
- 反對德育及國民教育科；
- 支持取消小學三年級「全港性系統評估（TSA）」；
- 要求政府停止殺校，穩定教育生態。[2][3] [4]

## 對政治事務的立場
- 支持「和平佔中運動」；
- 爭取2017年行政長官選舉需容許「公民提名」；
- 支持「佔中民間公投」的結果（亦稱「三軌方案」）；
- 要求立法會否決不符「三軌方案」的改革方案。[5]
- 反對人大831決定下的政改方案。
- 於2015年5月9日（星期日）聯同法政匯思、杏林覺醒、社工復興運動、前線科技人員、精算思政、良心理政、放射良心、思政築覺、護士政改關注組、IT Voice等專業團體，在沙田車站外擺設街站，反對政府的政改方案。

## 教協監事會選舉2014
一直以來，教協的運作都非常穩定，理事會及監事會的組成亦分別不大。近年不斷有聲音指出，教協不論在教師權益的維護、以至在爭取民主政制的工作上，都未能令會員滿意，要求改革之聲時有所聞。
2014年1月，「進師盟」召開記者會，宣佈派出19人參與教協監事會的換屆選舉，「揚言要改變教協近年被指立場保守的形象」。參選者中包括了在國民教育科事件上絕食抗爭的退休教師韓連山、著名博客庫斯克、曾在前政務司司長唐英年訪校時高舉「我要有權選特首」的官校教師吳美蘭等。
他們的高調參選，令教協內部引起一陣討論，有認為他們可為教協帶來改變，亦有認為他們會令教協分化。事實上，當權派亦不敢怠慢，派出資深的理事如張文光、陳漢森、徐漢光等人轉為參選監事，令是次監事會選舉候選人多達39人，成為競爭最激烈的一屆監事會選舉。

### 參選政綱
「進師盟」在參選聲明中強調，參選目的是希望教協更好，會以公平客觀的角度監察理事會，而他們亦會以身作則，在當選監事後，全力推動改革，讓全體會員監察工作，真誠的向會員負責。
主要政綱如下：
1. 加強會務透明，認真接受問責
2. 強化教師專業，改善教育生態
3. 堅守獨立自主，追求民主公義

### 左報關注
是次選舉，不單引起了本地的媒體注意，亦引來左派報章的評論。其中《文匯報》曾多次以署名文章批評「進師盟」參選，目的是要意圖將政改方案拉倒，「當中的關鍵就是將溫和力量綑綁住」，並把「進師盟」定性為「激進反對派」，認為他們「意圖通過掌控『教協』領導權，將『教協』的政改立場推向與激進反對派一樣。」
《大公報》亦報導，「進師盟」是「謀奪」教協，其中引述候選監事周嘉強指：「韓連山今次高調參選監事會的背後，『一定有人唆使，事件絕不簡單』，『很多人對教協虎視眈眈，也有人覺得我們不夠激進。』」

### 梁慕嫺評論
曾自稱為中共地下黨員的梁慕嫺曾撰文，認為「縱觀某些人的行事作風，文章風格及競選手段，我看到很不正常的情況，我判斷這裏有地下黨人滲入。希望這些人都有清醒的頭腦，不要忘記地下黨一直意圖毀滅教協，必須把那些地下黨員分辨出來，讓教協繼續成為民主基地，為香港的民主運動發揮更大的作用。」
之後，進師盟參選成員之一的許漢榮則撰文回應梁慕嫺的「滲透論」，他說：「中共的滲透工作無日無之，防不勝防，與其日夜都在千方百計『防滲透』，倒不如好好教育會員，辨賢賤不肖，這才是最有效的防滲透工作」，並認為以反滲透為名限制會員權利，有「反民主」之嫌，亦有違教協一直聲稱的「民主辦會」原則。

### 選舉工程
過往的教協選舉，鮮有激烈競爭，但本屆監事會選舉卻有39位候選人競逐19個席位，各方參選者都策劃了選舉工程。由於「進師盟」是次以名單為策略，故此其他一些參選者也組成名單參選，包括由張文光牽頭的「薪火相傳」名單及由潘天賜牽頭的「資深監事」名單。此外，「進師盟」除了一般的海報、單張等宣傳外，其成員亦在網上媒體如「主場新聞（已結束）」、「香港獨立媒體」等發表文章，題材涉及教育、社會、政治等。此外，他們亦製作了適用於手機傳遞的圖片，邀請會員代為拉票，並曾發動「1+6大奇蹟日」運動，呼籲會員支持。

### 當選教協監事之成員
- 韓連山：退休教師、前教協權益及投訴部副主任
- 吳美蘭：官立嘉道理爵士中學（西九龍）教師
- 戚本盛：香港中文大學優質學校改進計劃學校發展主任
- 施安娜：新會商會中學教師
- 孔令暉：嶺南鍾榮光博士紀念中學教師
- 郭思齊：伊利沙伯中學舊生會中學教師[12]

## 教協監事會選舉2016
進師盟已公佈，將繼2014年後再度派出19人名單參與2016年的教協監事會選舉。另外，張文光亦組成19人名單「張文光薪火相傳團隊」參選，形成了兩個陣營對陣之局面。
根據他們已發放之宣傳短片內容，其19人名單包括以下候選人：

陳為建、陳智聰、黃偉國、盧日高、蕭新泉、林樹棠、周子恩、江祖安、韓連山、鄭漢文、黃家俊、戚本盛、吳美蘭、施安娜、溫志文、馮世權、張秀賢、孔令暉、郭紹洋。
2016年3月4日，《東網》報導，「表現較為激進的韓連山近日開始放風，表明想代表教協出選，隨時打亂現任議員葉建源連任大計。⋯⋯據聞韓連山的說法，是以往教協由司徒華出戰直選、前議員張文光選教育界議席，但現時只餘下葉建源一個立法會代表，既然如此，不如搵個現任議員轉戰直選，望以知名度取勝，而教育界議席就留給新人出選。其實韓連山2年前已經組織進步教師聯盟，又選過教協監事會，最後不敵張文光的主流派，雙方牙齒印甚深。韓連山的提議，即是送葉建源一程，讓自己可以輕鬆晉身議會，但教協主流派又點會坐以待斃呢？」。進師盟已否認其事。
2016年監事選舉有38人競逐19個席位，「票王」是得票率達67.49%的張文光，其帶領的「薪火相傳」團隊連同他共取得18席；至於上次取得6席的進師盟，今次僅得韓連山連任，其得票率僅36.11%，排第15位。

## 行政長官選舉界別分組一般選舉2016
2016年12月11日將於舉行來屆行政長官選舉界別分組一般選舉。進步教師同盟現正積極考慮派人參選，爭取第二界別教育界的席位。來屆選委會選舉教育界總共三十席。上屆香港教育專業人員協會共派出及推薦廿五人參舉選舉，我們以此為參考，正考慮派出五人參選，期望非建制人士能夠盡取教育界三十席。進師盟期望透過參選，將教育界議題帶入公眾視野，同時會用一切和平理性的行動，阻止建制任意妄為選出不為人民認受的特首。進師盟呼籲教協和任何立場相近的非建制派教育界人士，就今次選舉放下成見，為香港而團結。進師盟願意就參選人數安排進行協調。進師盟希望其他非建制的專業界別人士，積極參與今次選委會選舉，為香港人爭取改變的機會。

## 外部連結
- 進步教師同盟專頁 （页面存档备份，存于）
- 進步教師同盟網頁